# Akiba Maid Sensō
Akiba Maid Sensō (アキバ冥途戦争?) es una serie de anime original producida por Cygames y P.A. Works. Se estrenó el 7 de octubre de 2022 en Tokyo MX, BS11, KBS Kyoto y SUN.

## Argumento
Ambientada en Akihabara en 1999, una chica de 17 años llamada Nagomi Wahira comienza su nuevo trabajo en un maid café, tratando de seguir su sueño de ser una criada alegre y trabajadora. Sin embargo, Nagomi pronto descubre que el mundo de los maid cafés en Akihabara es mucho más despiadado de lo que esperaba al principio.

## Personajes
Nagomi Wahira (和平 なごみ Wahira Nagomi?)
 Seiyū: Reina Kondō
Una chica de 17 años de rostro fresco que se muda a Akiba para convertirse en camarera de un café de limpieza después de ver un volante del Oinky Doink Cafe (メイドカフェとんとことん, Meido Kafe Ton Toko Ton). A pesar de su entusiasmo inicial, Nagomi rápidamente se desilusiona cuando se ve arrastrada a los esquemas del Café y su Gerente mientras comienza a aprender la dura realidad de ser una sirvienta. Después de la muerte de Ranko, Nagomi decide vengar su muerte, pero se da cuenta de que no es el camino que quiere seguir como maid. Cuando las 26 sirvientas del grupo Creatureland visitan la tienda para acabar con las maids de Oinky Doink Cafe que quedaban, Nagomi entretiene a Nagi con una actuación sin precedentes. Finalmente, logra poner fin a Akiba Maid Wars al convencer a la mayoría de las líderes de Creatureland de que la violencia de las criadas no es moe. Nagi, siendo la única que se resiste, le dispara a Nagomi varias veces hasta que la maid Wuv-Wuv Moonbeam (la que mató a Ranko) le dispara a Nagi y Okachimachi la remata. Diecinueve años después, en 2018, Nagomi con 36 años de edad y en silla de ruedas ahora es una sirvienta popular en The New Oinky Doink Café.
Ranko Mannen (万年 嵐子 Mannen Ranko?)
 Seiyū: Rina Satō
Una mujer de 35 años con un comportamiento severo y profesional en todo momento, ya sea sirviendo a los clientes en el café o matando a tiros a las sirvientas rivales. A pesar de haber sido presentada como novata en Oinky Doink Cafe, Ranko tiene una historia en el mundo de las Akiba Maids que se remonta a varios años. Al enterarse de que Nagi separó a Oinky Doink Cafe del grupo Creatureland, Ranko junto a Nagomi fue a confrontarla, pero ante las súplicas desesperadas de ambas sirvientas, Nagi decide reintegrar Oinky Doink Cafe a Creatureland, siempre que ganen diez veces más "dinero de dulces" para Creatureland. Al día siguiente, mientras iba de compras con Nagomi, Ranko es apuñalada silenciosamente por una maid en venganza por el ataque al Café Wuv-Wuv Moonbeam y muere en los brazos de Nagomi.
Yumechi (ゆめち?)
 Seiyū: Minami Tanaka
Una de las empleadas domésticas veteranas del Oinky Doink Cafe, con un pequeño pero dedicado seguimiento, capaz de leer a otras personas y activar su encanto según sea necesario. Su nombre real es Yume Hiiragi (柊 結夢, Hīragi Yume).
Shiipon (しぃぽん?)
 Seiyū: Tomoyo Kurosawa
Una gal bronceada y criada veterana en el Café Oinky Doink. Su nombre real es Shino Goto (後藤 志乃, Gotō Shino).
Yasuko Yaegashi (八重樫 靖子 Yaegashi Yasuko?)
 Seiyū: Ayahi Takagaki
La gerenta del Oinky Doink Cafe. Su mala suerte con el dinero la endeuda con el grupo Creatureland, y sus planes para salir de la deuda empeoran las cosas.
Okachimachi (御徒町?)
 Seiyū: Aya Hirano
La mascota del Oinky Doink Cafe, a pesar de ser un panda en lugar de un cerdo. Ella apoya a los otros miembros del café según sea necesario. Más adelante ella revela ser la maid que asesinó a la antigua jefa de Ranko, Michiyo años atrás, la cual fue orden de Nagi. Ella remata a Nagi clavándole un bambú en el cuerpo.
Nerula (ねるら Nerura?)
 Seiyū: Manaka Iwami
Una sirvienta que trabajaba en el Invader Café Destron, que es propiedad del rival comercial de Oinky Donk, Maidalien, lo que le permite tener cierto conocimiento sobre el negocio de las sirvientas, similar a un yakuza. A pesar de esto, ella y Nagomi se vuelven amigas y luego cuñadas. Más tarde es asesinada por Manabi al intentar socavar el intento de Maidalien de hacer la guerra contra sus rivales, lo que traumatiza profundamente a Nagomi.
Zoya (ゾヤ Zoya?)
 Seiyū: Jenya
Una nueva sirvienta en Oinky Doink Cafe. Creció en la antigua Unión Soviética, sus estrictos padres le prohibieron tocar y jugar cosas lindas. Se convierte en empleada doméstica en Japón tras el colapso de la Unión Soviética, pero lucha por hacer frente a la vida en Japón antes de conocer a Ranko.
Debt Collector (取り立て屋 Toritateya?)
 Seiyū: Kōki Uchiyama
Un hombre duro vestido como un otaku estereotipado que sirve como intermediario para el grupo Creatureland y los diversos Maid Cafes en Akihabara bajo su paraguas. Es asesinado por Nagi después de que Oinky Donk Cafe gana el Festival Lady Omoe.
Nagi (凪?)
 Seiyū: Junko Minagawa
Conocida anteriormente como Uzuko (うずこ), fue la líder del grupo Creatureland, anteriormente es la hermana jurada de Ranko. Es la responsable de ocasionar la guerra entre las maids de Akihabara. Cuando era una niña huérfana, fue acogida por Michiyo, quien crio a Nagi para que fuera su sucesora en el maid café. Con la llegada de Ranko al café, Michiyo cambió su política de violencia ante el descontento de Nagi, quien organiza el asesinato de Michiyo. Con Michiyo muerta y Ranko en la cárcel, ascendió a la alta gerencia del grupo Creatureland. Su lema es la lealtad al grupo y elimina a cualquiera que no obedece. Más adelante, ella desvincula a Oinky Donk Cafe del grupo Creatureland por haber ganado el Festival Lady Omoe, aunque luego después hace las paces con las miembros del café. Sin embargo, después del asesinato de Ranko, Nagi cambia de parecer y ordena acabar con las maids restantes de Tontokoton. Al llegar al lugar, Nagi y las otras maids presencian una actuación de Nagomi, lo cual hace enojar a Nagi y hiere fatalmente a Nagomi. En ese momento, la maid que había asesinado a Ranko le dispara a Nagi en la cabeza y Okachimachi la remata clavándole un bambú en el cuerpo.
Suehiro (末広?)
 Seiyū: Junichi Suwabe
Un hombre tranquilo que es un nuevo cliente habitual de "Ton Tokoton". Se puede ver como un fan de Ranko. Oficialmente, es un empleado bancario, pero en realidad un asesino a sueldo y ha trabajado con varias maids en el pasado. Después de tener una cita con Ranko, planeó huir con ella de Akihabara, sosteniendo un anillo de compromiso y tomar un tren nocturno a Sapporo. Sin embargo, fue asesinado a tiros por Okachimachi, quien temía que Ranko estuviera en peligro.
Michiyo (美千代?)
 Seiyū: Miki Itō
Ella era la gerente del café Handmaid's Tea House (nombre antiguo de Oinky Doink Cafe). Michiyo era una mujer gentil y amable, pero se dice que usaría la violencia para mostrar su dominio como la mejor sirvienta. Michiyo tomó a la huérfana Nagi bajo su ala cuando era una niña y la crío para que fuera su sucesora. Cuando Ranko entró por primera vez a la tienda, no le gustaba pelear, y su inocencia la contagió a Michiyo. Ella trató a Ranko con amabilidad y decidió cambiar la política de violencia del café. Sin embargo, en 1985, una sirvienta (Okachimachi) le dispara y la mata. Más tarde se revela que Nagi estuvo detrás del asesinato de Michiyo para vengarse de ella por haber sido influenciada por Ranko y su postura contra la violencia e inculpó a Ranko por ello.

## Producción y lanzamiento
Akiba Maid Sensō es producida por Cygames y P.A. Works. Está dirigida por Sōichi Masui y escrita por Norihiko Hiki, y presenta diseños de personajes de Manabu Nii y música de Yoshihiro Ike. Se estrenó el 6 de octubre de 2022 en Tokyo MX, BS11, KBS Kyoto y SUN. Sentai Filmworks obtuvo la licencia de la serie en América del Norte, Oceanía y territorios seleccionados de América Latina y Asia. Crunchyroll transmitió la serie en Europa e India.